# James Machan
James „Jim“ Machan (* 1939) ist ein US-amerikanischer Organist und Kirchenmusiker, Komponist und Musikpädagoge.
Machan studierte Musikerziehung an der University of Wisconsin–Milwaukee und erwarb den Mastergrad in den Fächern Orgel und Kirchenmusik an der Northwestern University. Es schloss sich ein Studium an der Royal School of Church Music in England an. Er wirkte mehr als dreißig Jahre als Schulchorleiter in Waukesha und gab Chor-Workshops für die Wisconsin School Music Association. Er war Organist und Musikdirektor an verschiedenen Kirchen und ist  Minister of Music an der Dr. Martin Luther Church in Oconomowoc. Als Komponist trat Machan vor allem mit Werken und Arrangements für Chor hervor. Er ist der Vater des Komponisten Derek Machan.

## Werke
- Angels we have heard on high
- Child in the manger
- Classic carol suite
- Jubilee Song
- Rocking carol
- To Bethlehem
- Two Easter carols

## Quelle
- Alliance Publications, Inc. - M - Machan, James

| Personendaten    | Personendaten                                                           |
| ---------------- | ----------------------------------------------------------------------- |
| NAME             | Machan, James                                                           |
| ALTERNATIVNAMEN  | Machan, Jim (Spitzname)                                                 |
| KURZBESCHREIBUNG | US-amerikanischer Komponist, Organist, Kirchenmusiker und Musikpädagoge |
| GEBURTSDATUM     | 1939                                                                    |